# Сан-Хосе-де-ла-Монтанья
Сан-Хосе-де-ла-Монтанья (исп. San José de la Montaña) — город и муниципалитет на севере Колумбии, на территории департамента Антьокия. Входит в состав субрегиона Северная Антьокия.

## История
До прихода испанцев территорию муниципалитета населяли представители индейского племени es:Nutabes.
Поселение из которого позднее вырос город было основано в 1916 году. Муниципалитет Сан-Хосе-де-ла-Монтанья был выделен в отдельную административную единицу в 1964 году.

## Географическое положение
Город расположен в северной части департамента, в гористой местности Центральной Кордильеры, на расстоянии приблизительно 62 километров к северо-северо-западу (NNW) от Медельина, административного центра департамента. Абсолютная высота — 2748 метров над уровнем моря.

Муниципалитет Сан-Хосе-де-ла-Монтанья граничит на севере и западе с муниципалитетом Сан-Андрес-де-Куэркия, на юго-западе — с муниципалитетом Либорина, на юге — с муниципалитетом Бельмира, на востоке — с муниципалитетом Санта-Роса-де-Осос. Площадь муниципалитета составляет 127 км².

## Население
По данным Национального административного департамента статистики Колумбии, совокупная численность населения города и муниципалитета в 2012 году составляла 3250 человек.
Динамика численности населения муниципалитета по годам:
| 2005 | 2006 | 2007 | 2008 | 2009 | 2010 | 2011 | 2012 |
| ---- | ---- | ---- | ---- | ---- | ---- | ---- | ---- |
| 3103 | 3119 | 3137 | 3157 | 3178 | 3200 | 3224 | 3250 |

Согласно данным переписи 2005 года мужчины составляли 49,5 % от населения Сан-Хосе-де-ла-Монтаньи, женщины — соответственно 50,5 %. В расовом отношении белые и метисы составляли 99,5 % от населения города; негры, мулаты и райсальцы — 0,4 %, индейцы — 0,1 %.
Уровень грамотности среди всего населения составлял 87 %.

## Экономика
Основу экономики Сан-Хосе-де-ла-Монтаньи составляют молочное животноводство, растениеводство, аквакультура и гидроэнергетика.

61,7 % от общего числа городских и муниципальных предприятий составляют предприятия торговой сферы, 26,1 % — предприятия сферы обслуживания, 9,6 % — промышленные предприятия, 2,6 % — предприятия иных отраслей экономики.